# Phronia pigra
Phronia pigra är en tvåvingeart som beskrevs av Johannes Winnertz 1863. Phronia pigra ingår i släktet Phronia och familjen svampmyggor. Inga underarter finns listade i Catalogue of Life.